# Rik av minnen
Rik av minnen är en svensk dokumentärfilm från 2014 i regi av Gunilla Nadler.
Filmen skildrar Nadlers familjs livshistoria från Norrköping till Bohuslän. Filmen hoppar mellan nutid och dåtid. Nadler har kommenterat sin film på följande vis:
| ” | Genom min mammas minne får jag berättelser om min familjs historia. Deras levnadsöden ger en gemensam syn på vår kulturhistoria. Att på ett konstnärligt, poetiskt, och dramaturgiskt sätt väva in historia, berättelser, arkivmaterial, natur, gamla och nya platser. En växelverkan mellan nutid/dåtid. Visa hur intressen, begåvningar går i arv från generation till generation. Att påvisa hur minnet kan återupplivas. | „ |